# Veijo Varpio
Veijo Aleksanteri Varpio, född 8 september 1928 i Kotka, död 7 oktober 2015, var en finländsk operasångare (tenor).
Varpio avlade juris kandidatexamen 1959. Han bedrev sångstudier för bland andra Ettore Campogalliani i Milano och Francisco Carrino i Düsseldorf och var 1949–1952 korist samt 1956–1959 solist vid Nationaloperan. Han var 1959–1969 engagerad vid några tyska operahus och 1978–1980 produktionschef för operafestivalen i Nyslott; därtill hade han solistkontrakt med ett stort antal operahus på kontinenten.
Som verksamhetsledare för Helsingfors festspel 1980–1994 sanerade Varpio ekonomin bland annat genom att ordna med sponsring från näringslivet. Han utgav 2003 memoarverket Tenori taiteiden yössä ja päivässä.